# Herbissonne
L'Herbissonne est une rivière française qui coule dans le département de l'Aube. C'est un affluent de l'Aube en rive droite, donc un sous-affluent de la Seine.

## Géographie
L'Herbissonne prend sa source dans la commune de Villiers-Herbisse et va se jeter dans l'Aube (rive droite) au niveau de Champigny-sur-Aube.
Sa longueur totale est de 14,4 kilomètres.

### Communes traversées
Département de l'Aube, d'amont en aval :
- Villiers-Herbisse, Herbisse, Allibaudières, Champigny-sur-Aube

## Hydrologie
L'Herbissonne est une rivière de Champagne crayeuse très peu abondante. Son profil hydrologique ressemble très fort à celui de la Superbe.
Son débit a été observé durant une période de 37 ans (1970-2006), à Allibaudières, localité du département de l'Aube, située peu avant son confluent avec l'Aube. Le bassin versant de la rivière y est de 87 km2, c'est-à-dire sa presque totalité.
Le module de la rivière à Allibaudières est de 0,33 m3/s.
L'Herbissonne présente des fluctuations saisonnières de débit bien marquées. Les hautes eaux se déroulent en fin d'hiver et au printemps et se caractérisent par des débits mensuels moyens oscillant entre 0,539 et 0,654 m3/s, de février à mai inclus (avec un maximum en mars et avril). Dès fin mai, le débit descend très régulièrement jusqu'aux basses eaux d'été qui ont lieu d'août à novembre inclus, entraînant une baisse du débit moyen mensuel allant jusqu'à 0,071 m3/s au mois de septembre. Mais les fluctuations de débit sont bien plus prononcées selon les années et sur de plus courtes périodes.
Le régime de la rivière s'explique par le fait qu'une grande partie de l'eau des précipitations hivernales s'infiltre dans le sol crayeux, faisant alors monter la nappe souterraine. En fin d'hiver la nappe a atteint son maximum et alimente abondamment la rivière. Ce faisant, le niveau de la nappe baisse et bientôt, en été, les sources se tarissent et le débit de la rivière diminue en attendant le prochain hiver.

### Étiage
À l'étiage, le VCN3 peut chuter jusque 0,0 m3/s, en cas de période quinquennale sèche, le cours d'eau tombant ainsi à sec.

### Crues
Les crues sont fort peu importantes, même compte tenu de la taille très modeste du bassin. Les QIX 2 et QIX 5 valent en effet respectivement 0,72 et 1,2 m3/s. Le QIX 10 est de 1,5 m3/s, le QIX 20 de 1,7 m3/s. Quant au QIX 50, il se monte à 2,1 m3/s.
Le débit instantané maximal enregistré à Allibaudières a été de 1,84 m3/s le 4 avril 1978, tandis que la valeur journalière maximale était de 1,83 m3/s le même jour. En comparant la première de ces valeurs à l'échelle des QIX exposée plus haut, il apparaît que cette crue était intermédiaire entre une crue vicennale et cinquantennale, et donc destinée à se reproduire en moyenne tous les trente ans environ.

### Lame d'eau
Au total, l'Herbissonne est une rivière régulière mais très peu abondante, même dans le contexte de la Champagne crayeuse. La lame d'eau écoulée dans son bassin est de 120 millimètres annuellement, ce qui est près de trois fois inférieur à la moyenne d'ensemble de la France tous bassins confondus, et aussi largement inférieur à la moyenne du bassin de l'Aube (plus ou moins 296 millimètres). Le débit spécifique (ou Qsp) de la rivière atteint 3,8 litres par seconde et par kilomètre carré de bassin.